# 阿登省
阿登省（法語：Ardennes）是法國大东部大区所轄的省份，北鄰比利時。該省編號為08。